# Early 21st Century Blues
Early 21st Century Blues è un album in studio del gruppo musicale canadese Cowboy Junkies, pubblicato nel 2005.
Il disco contiene due brani originali e nove cover.

## Tracce
1. License to Kill – 4:47 (Bob Dylan)
2. Two Soldiers – 4:02 (trad.; arr. Cowboy Junkies)
3. December Skies – 5:18 (Michael Timmins)
4. This World Dreams Of – 5:08 (Michael Timmins)
5. Brothers Under the Bridge – 3:59 (Bruce Springsteen)
6. You're Missing – 4:09 (Springsteen)
7. Handouts in the Rain – 8:26 (Richie Havens)
8. Isn't It a Pity – 5:51 (George Harrison)
9. No More – 5:01 (trad.; arr. Cowboy Junkies)
10. I Don't Want to Be a Soldier (featuring Rebel) – 7:30 (John Lennon)
11. One – 5:11 (U2)

## Formazione
Cowboy Junkies
- Margo Timmins – voce
- Michael Timmins – chitarra
- Alan Anton – basso
- Peter Timmins – batteria

Altri musicisti 
- John Timmins – chitarra, banjo
- Jeff Bird – mandolino elettrico
- Jaro Czwewinec – fisarmonica
- Kevin "Rebel" Bond – voce (traccia 10)
- Bob Egan – pedal steel guitar
- Anne Bourne – violoncello